# Faustball-Weltmeisterschaft der Frauen 2016
| 7. Weltmeisterschaft 2016          | 7. Weltmeisterschaft 2016 |
| Frauen                             | Frauen                    |
| ---------------------------------- | ------------------------- |
| Anzahl Nationen                    | 7                         |
| Weltmeister                        | Deutschland               |
| Gastgeber                          | Brasilien                 |
| Stadt                              | Curitiba                  |
| Eröffnung                          | 25. Oktober 2016          |
| Endspiel                           | 30. Oktober 2016          |
| Verband                            | IFA                       |
| Anzahl Spiele                      | 28                        |
| \| ← 6. WM 2016 \| 8. WM 2018 → \| |                           |
| ← 6. WM 2016                       | 8. WM 2018 →              |

Die 7. Faustball-Weltmeisterschaft der Frauen fand vom 25. bis 30. Oktober 2016 in Curitiba (Brasilien) statt. Nach 2002 richtete die brasilianische Stadt zum zweiten Mal eine Faustball-Weltmeisterschaft der Frauen aus.
Titelverteidiger war die deutsche Frauennationalmannschaft, zwei Jahre nach der Heim-WM in Dresden ihren Titel mit einem 4:2-Erfolg gegen Gastgeber Brasilien verteidigte.
Durchgeführt wurden die Weltmeisterschaften von der International Fistball Association (IFA) und dem ausrichtenden Verband Confederação Brasileira de Desportes Terrestres (C.B.D.T.).

## Teilnehmer
Insgesamt sieben Nationen von drei kontinentalen Faustballverbänden nahmen an den Weltmeisterschaften teil. Zum ersten Mal war auch die Frauen-Nationalmannschaften aus Australien Teilnehmer an einer Frauen-Weltmeisterschaft.
| 3 aus Amerika        | Argentinien | Brasilien  | Chile   |
| 3 aus Europa         | Deutschland | Österreich | Schweiz |
| 1 aus Asien/Ozeanien | Australien  |            |         |

## Spielplan
Zunächst spielten alle sieben Teilnehmer eine einfach Runde Jeder-gegen-Jeden. Die vier besten Teams dieser Runde qualifizierten sich für die Halbfinals, die Mannschaften auf den drei weiteren Plätzen spielten nochmal in einer Runde Jeder-gegen-Jeden die Plätze fünf bis sieben aus.

### Vorrunde
| Dienstag, 25. Oktober 2016   |   |           |             |   |             |                         |
| 1                            | 1 | 18:00 Uhr | Brasilien   | – | Argentinien | 2:0 (11:6, 11:1)        |
| Mittwoch, 26. Oktober 2016   |   |           |             |   |             |                         |
| 2                            | 1 | 10:00 Uhr | Österreich  | – | Australien  | 2:0 (11:1, 11:3)        |
| 3                            | 1 | 10:50 Uhr | Chile       | – | Argentinien | 2:0 (11:9, 11:7)        |
| 4                            | 1 | 11:25 Uhr | Schweiz     | – | Australien  | 2:0 (11:0, 11:0)        |
| 5                            | 1 | 12:00 Uhr | Deutschland | – | Chile       | 2:0 (11:5, 11:8)        |
| 6                            | 1 | 12:25 Uhr | Österreich  | – | Brasilien   | 0:2 (4:11, 8:11)        |
| 7                            | 1 | 13:10 Uhr | Schweiz     | – | Argentinien | 2:0 (11:5, 11:3)        |
| 8                            | 1 | 13:45 Uhr | Brasilien   | – | Chile       | 2:0 (11:6, 11:5)        |
| 9                            | 1 | 14:15 Uhr | Deutschland | – | Australien  | 2:0 (11:2, 11:0)        |
| 10                           | 1 | 15:30 Uhr | Österreich  | – | Schweiz     | 2:1 (11:6, 6:11, 11:9)  |
| 11                           | 1 | 17:00 Uhr | Deutschland | – | Brasilien   | 2:1 (8:11, 11:8, 11:7)  |
| Donnerstag, 27. Oktober 2016 |   |           |             |   |             |                         |
| 12                           | 1 | 10:00 Uhr | Schweiz     | – | Chile       | 2:0 (14:12, 11:6)       |
| 13                           | 1 | anschl.   | Argentinien | – | Australien  | 2:0 (11:7, 11:2)        |
| 14                           | 1 | anschl.   | Deutschland | – | Schweiz     | 2:0 (11:8, 11:6)        |
| 15                           | 1 | 11:45 Uhr | Österreich  | – | Argentinien | 2:0 (11:6, 11:6)        |
| 16                           | 1 | anschl.   | Brasilien   | – | Australien  | 2:0 (11:2, 11:1)        |
| 17                           | 1 | anschl.   | Österreich  | – | Chile       | 0:2 (14:15, 9:11)       |
| 18                           | 1 | 15:20 Uhr | Deutschland | – | Argentinien | 2:0 (11:6, 11:8)        |
| 19                           | 1 | 16:10 Uhr | Chile       | – | Australien  | 2:0 (11:3, 11:0)        |
| 20                           | 1 | 17:00 Uhr | Deutschland | – | Österreich  | 2:0 (11:5, 11:8)        |
| 21                           | 1 | 18:00 Uhr | Brasilien   | – | Schweiz     | 2:1 (11:6, 9:11, 12:10) |

| Pl. | Team        | Sp. | Sätze | Pkt. |
| --- | ----------- | --- | ----- | ---- |
| 1   | Deutschland | 6   | 12:1  | 12:0 |
| 2   | Brasilien   | 6   | 11:3  | 10:2 |
| 3   | Schweiz     | 6   | 8:6   | 6:6  |
| 4   | Chile       | 6   | 6:6   | 6:6  |
| 5   | Österreich  | 6   | 6:7   | 6:6  |
| 6   | Argentinien | 6   | 2:10  | 2:10 |
| 7   | Australien  | 6   | 0:12  | 0:12 |

### Halbfinale
Die ersten vier bestplatzierten Mannschaften der Vorrunde zogen direkt ins Halbfinale ein.
| Freitag, 28. Oktober 2016 |   |           |             |   |         |                        |
| 24                        | 1 | 15:30 Uhr | Deutschland | – | Chile   | 3:0 (11:8, 11:4, 11:6) |
| 25                        | 1 | 17:30 Uhr | Brasilien   | – | Schweiz | 3:0 (11:7, 11:5, 11:8) |

### Spiele um die Plätze 5–7
| Freitag, 28. Oktober 2016 |   |           |             |   |             |                        |
| 22                        | 1 | 13:00 Uhr | Argentinien | – | Australien  | 2:0 (11:5, 11:3)       |
| 23                        | 1 | 14:30 Uhr | Österreich  | – | Australien  | 2:0 (11:2, 11:1)       |
| Samstag, 29. Oktober 2016 |   |           |             |   |             |                        |
| 26                        | 1 | 12:30 Uhr | Österreich  | – | Argentinien | 2:1 (11:7, 8:11, 11:5) |

| Pl. | Team        | Sp. | Sätze | Pkt. |
| --- | ----------- | --- | ----- | ---- |
| 1   | Österreich  | 2   | 4:1   | 4:0  |
| 2   | Argentinien | 2   | 3:2   | 2:2  |
| 3   | Australien  | 2   | 0:4   | 0:4  |

### Spiel um Platz 3
| Samstag, 29. Oktober 2016 |   |           |       |   |         |                              |
| 27                        | 1 | 14:00 Uhr | Chile | – | Schweiz | 0:4 (7:11, 8:11, 8:11, 9:11) |

### Finale
| Samstag, 29. Oktober 2016 |   |           |             |   |           |                                           |
| 28                        | 1 | 18:00 Uhr | Deutschland | – | Brasilien | 4:2 (8:11, 11:4, 14:15, 11:9, 11:5, 11:6) |

| Deutschland                                          | Deutschland | Brasilien | Brasilien |
| ---------------------------------------------------- | --- | --- | --------- |
| Deutschland                                          | \| 29. Oktober 2016 um 18:00 Uhr (Ortszeit) in Curitiba \| \| Ergebnis: 4:2 (8:11, 11:4, 14:15, 11:9, 11:5, 11:6) \| \| Schiedsrichter: Daniel Graf ( Schweiz) \|                                               | \| 29. Oktober 2016 um 18:00 Uhr (Ortszeit) in Curitiba \| \| Ergebnis: 4:2 (8:11, 11:4, 14:15, 11:9, 11:5, 11:6) \| \| Schiedsrichter: Daniel Graf ( Schweiz) \|                                                       | Brasilien |
| Deutschland                                          | Sonja Pfrommer, Stephanie Dannecker, Anna-Lisa Aldinger, Theresa Schröder, Annika Bösch – Aniko Müller, Pia Neuefeind, Hinrike Seitz, Annkatrin Aldinger, Sophia Scheidt Cheftrainer: Silke Eber ( Deutschland) | Isabella Lucchin, Cecília Breckenfeld, Christiane Huaska, Fernanda Passos, Angela Mello, Tatiane Schneider, Mariana Schmidt, Flavia Bueno, Caroline Suffert, Sabine Suffert Cheftrainer: Alessandro Nhemis ( Brasilien) | Brasilien |
| 29. Oktober 2016 um 18:00 Uhr (Ortszeit) in Curitiba | | |           |
| Ergebnis: 4:2 (8:11, 11:4, 14:15, 11:9, 11:5, 11:6)  | | |           |
| Schiedsrichter: Daniel Graf ( Schweiz)               | | |           |

## Schiedsrichter
Geleitet werden die Begegnungen von sechs nominierten Schiedsrichtern des Internationalen Faustballverbandes.
| Europa - Heike Müller Deutschland - Karl Prückl Österreich - Daniel Graf Schweiz | Südamerika - Valdir Simioni Brasilien - Aurelio Freitas Brasilien - Vinicius Geronasso Brasilien |

## Platzierungen
| Rang | Land        |
| ---- | ----------- |
| 1.   | Deutschland |
| 2.   | Brasilien   |
| 3.   | Schweiz     |
| 4.   | Chile       |
| 5.   | Österreich  |
| 6.   | Argentinien |
| 7.   | Australien  |